# Nafissa Hamoud
Pour les articles homonymes, voir Hamoud (homonymie).
Nafissa Hamoud, née à Alger en 1924 et morte le 10 décembre 2002, est une militante du FLN durant la guerre d'Algérie. Médecin, elle est ministre de la Santé au début des années 1990.

## Biographie

### Origines et jeunesse
Issue d'une famille de la bourgeoisie algéroise, elle est la fille du mufti d'Alger. En 1944, elle fait partie des premières étudiantes en médecine d'Algérie, encore peu nombreuses à cette époque. Elle participe à la manifestation du 1er mai 1945 à Alger. Cet évènement marque le début de son engagement contre le pouvoir colonial français. 
Vice-présidente de l'AEMAN (Association des étudiants musulmans d'Afrique du Nord) en 1947, elle fonde le 24 juin 1947 avec Mamia Chentouf l'Association des femmes musulmanes algériennes (AFMA). Lors de l'assemblée générale de juillet 1947, elle en devient la secrétaire générale ; se sont jointes à elle les militantes Fatima Zekkal, Nassima Hablal et Izza Bouzekri. 

### Guerre d'Algérie
Membre des premières cellules clandestines du Parti du peuple algérien (PPA), elle intervient dans Alger (Saint-Eugène, Casbah) au cours de rassemblements de femmes, dans lesquels elle prêche la lutte contre le colonialisme et pour l'émancipation de la femme. En 1950, elle prend contact avec la Fédération démocratique internationale des femmes, en vue de célébrer pour la première fois en Algérie la journée du 8 mars. Lorsqu'elle quitte son cabinet de la rue Lyre pour rejoindre la wilaya 3, elle met sa carrière entre parenthèses pour embrasser la cause révolutionnaire et apporter ses soins aussi bien à la population démunie qu'aux groupements armés du FLN, notamment dans le camp d'Amirouche. Elle rejoint finalement les rangs du FLN en 1954, et devient commandante de l'Armée de libération nationale (AFMA).
En plus de ces responsabilités militaires, elle exerce au maquis son métier de médecin et conçoit l'organisation sanitaire des différentes bases de la révolution algérienne. Le 26 novembre 1957, dans une embuscade de l'armée française, alors que Raymonde Peschard tombe les armes à la main, elle est faite prisonnière, avec d'autres combattants, comme le docteur Mustapha Laliam et Djamila Amrane-Minne (AFMA). Le général Massu, revenu aux commandes des opérations en Algérie, après la crise du canal de Suez en Égypte, envoie alors un hélicoptère pour la capturer.
Elle est incarcérée successivement dans les prisons d’El Harrach, de Serkadji et d’Oran, avant d’être transférée dans un couvent, près de Nantes, en France. Nefissa Hamoud est ensuite échangée par l'intermédiaire de la CRI (Croix-Rouge Internationale) et du CRA (Croissant-Rouge algérien) avec un prisonnier français. Après de multiples péripéties, elle réussit à rejoindre la Suisse grâce au réseau Jeanson. Elle s’installe à Genève et reprend ses études universitaires.

### Après l'indépendance
Après l'indépendance de l'Algérie , elle entame une carrière hospitalière puis politique. Elle épouse le médecin et révolutionnaire Mustapha Laliam, et premier médecin au sein du maquis algérien durant la guerre d’Algérie à avoir traversé la ligne Morice (AFMA). Le parcours de Nafissa Hamoud est l'un des rares exemples de femmes engagées à un haut niveau dans les mouvements de guérilla révolutionnaire (AFMA). Dans la deuxième partie du XXe siècle, durant la période de décolonisation, Nafissa Hamoud incarne en Afrique du Nord, et plus particulièrement dans le monde musulman, la figure de la femme révolutionnaire.
La politologue Feriel Lalami rappelle néanmoins que les femmes furent écartées des combats à partir de 1957, que celles qui se battirent ne dépassèrent pas 3,1 % des effectifs. Par ailleurs, les instances dirigeantes du FLN ne comptèrent aucune femme, par exemple au Conseil national de la révolution algérienne (CNRA), installé au lendemain du coup d'État du 19 juin 1965, alors que Nafissa Hamoud disposait d'une légitimité militante suffisante pour y siéger.
En 1960, elle est la déléguée du FLN au Congrès international des femmes qui se tient à Copenhague.
Après l'accord de paix FLN-OAS de juin 1962 et le référendum de juillet, les médecins algériens retournent dans les hôpitaux. Nafissa Hamoud embrasse une carrière hospitalo-universitaire dans la spécialité de gynécologie-obstétrique. Ce choix n'était pas le fait du hasard pour cette militante : le développement de cette spécialité médicale était alors essentiel pour les femmes algériennes, victimes d'une forte mortalité maternelle et néonatale. 
Parallèlement, elle contribue à la création du premier Centre national de régulation des naissances à l'hôpital Mustapha, puisqu'elle était présidente de l'Union nationale des femmes algériennes (UNFA). Ce centre a mobilisé de nombreuses sages-femmes, assistantes sociales et infirmières. L'Algérie devient le premier pays arabe, par son action, à accepter le malthusianisme[réf. nécessaire]. Nafissa Hamoud est l'un des membres fondateurs de la médecine algérienne.

### Ministre de la Santé
Nafissa Hamoud entre dans le gouvernement Ghozali le 18 juin 1991 comme ministre de la Santé. L'Algérie est alors à l'aube d'une guerre civile. Nafissa Hamoud devient la première femme algérienne à accéder à cette responsabilité ministérielle. Durant la « décennie noire », elle déclare une guerre totale aux intégristes du FIS. En 1992, elle proclame un édit qui s'oppose à la présence de signes religieux dans le milieu hospitalier. Elle solidifie aussi la structure des institutions médicales et lutte contre la corruption dans son ministère[réf. nécessaire]. Elle perd finalement son portefeuille le 16 octobre. 

## Hommage
L'hôpital Parnet à Alger a été rebaptisé « hôpital Nafissa-Hamoud » après sa mort.